# Greer (Carolina do Sul)
Greer é uma cidade localizada no estado norte-americano da Carolina do Sul, no Condado de Greenville e Condado de Spartanburg.

## Demografia
Segundo o censo norte-americano de 2000, a sua população era de 16.843 habitantes.
Em 2006, foi estimada uma população de 22.451, um aumento de 5608 (33.3%).

## Geografia
De acordo com o United States Census Bureau tem uma área de 41,8 km², dos quais 41,8 km² cobertos por terra e 0,0 km² cobertos por água. Greer localiza-se a aproximadamente 250 m acima do nível do mar.

## Localidades na vizinhança
O diagrama seguinte representa as localidades num raio de 12 km ao redor de Greer.